# Тевет, Шабтай
Шабтай Тевет (12 декабря 1925, Крепость Мигдаль Цедек, Центральный округ — 2 ноября 2014) — израильский историк и писатель.

## Биография
Тевет родился в 1925 году и вырос в рабочих кварталах карьера Мигдаль-Цедек, где работал его отец, недалеко от Петах-Тиквы. Он начал работать журналистом в газете «Гаарец» в 1950 году, со временем став её политическим корреспондентом. В 1981 году он был назначен старшим научным сотрудником Центра изучения Ближнего Востока и Африки имени Моше Даяна при Тель-Авивском университете.
После публикации исследования Теветом убийства Хаима Арлозорова в 1982 году Менахем Бегин — первый премьер-министр Израиля, избранный от ревизионистского движения, — распорядился создать судебную комиссию по расследованию, которая пришла к выводу, что Тевет ошибался, предполагая, что убийство могло быть совершено двумя ревизионистами.
В своей биографии Давида Бен-Гуриона Тевет утверждает, что Бен-Гурион не инициировал политику перемещения населения.
В 2005 году Тевет был удостоен Премии Израиля за «жизненные достижения и особый вклад в общество и государство».

## Публикации
- The tanks of Tammuz. — Tel Aviv : Schocken, 1968. (English: The tanks of Tammuz. — Viking Press, 1969.) An account of Israel's Armoured Corps during the 1967 war.
- The cursed blessing: the story of Israel's occupation of the West Bank. — Weidenfeld & Nicolson, 1969. — ISBN 0-297-00150-7. — переведено с иврита на английский язык Myra Bank (1970).
- Moshe Dayan: the soldier, the man, the legend. — Schocken, 1971. (English: Moshe Dayan: the soldier, the man, the legend. — Houghton Mifflin, 1973. — ISBN 0-7043-1080-5.)
- Kin'at David (David's Jealousy). — Schocken, 1980. 2 тома.
- רצח ארלוזורוב :  [иврит]. — Schocken, 1982. — ISBN 9789651900815.
- Ben-Gurion and the Palestinian Arabs: from peace to war. — Oxford University Press, 1985. — ISBN 978-0-19-503562-9.
- The Incarnations of Transfer in Zionist Thinking 1988. (Hebrew), Ha'aretz.
- Charging Israel With Original Sin (www.commentarymagazine.com/articles/shabtai-teveth/charging-israel-with-original-sin/)
- The evolution of "transfer" in Zionist thinking. — Moshe Dayan Center for Middle Eastern and African Studies, Shiloah Institute, Tel Aviv University, 1989.
- Ben-Gurion and the Holocaust. — Harcourt Brace & Co, 1996.
- The Burning Ground. — Tel Aviv : Schocken, 1997. 2 тома. Биография Давида Бен-Гуриона.
- Ben-Gurion's spy: the story of the political scandal that shaped modern Israel. — Columbia University Press, 1996. — ISBN 978-0-231-10464-7.

## Награды
- 1988: Национальная награда за еврейскую книгу[англ.] в категории Израиль за Ben Gurion: The Burning Ground[4]